# اللبنانيون في باراغواي
كان وصول المهاجرين من أصل لبناني إلى باراغواي بأعدادٍ كبيرة، استقر معظمهم في هذا البلد، حيث جلبوا عاداتهم وأسلوب حياتهم. كانت معظم الأسباب التي دفعت هؤلاء الأشخاص إلى ترك بلدانهم الأصلية والهجرة إلى العديد من بلدان أمريكا اللاتينية، هو السعي إلى تحسين نوعية حياتهم بعد الحرب العالمية الأولى والثانية. في العصر الحالي، تستقر أعداد كبيرة من المهاجرين اللبنانيين إلى باراغواي في سيوداد دل إستى بالإضافة مدينة فوز دو إيكواسوا المجاورة في البرازيل، والتي تضم أعداد كبيرة من المهاجرين اللبنانيين.

## التاريخ

### 1943–1960
بعد الحرب العالمية الأولى وقعت لبنان في أيدي الفرنسيين، ثم حصلت على استقلالها في 22 أكتوبر 1943، على الرغم اعلان استقلالها، إلا أن أحداث الحرب العالمية الثانية لم تسمح بالاستقلال الفعلي حتى عام 1946. تدخل لبنان في حرب 1948، ودعمها للعرب في حرب 1967 ووصول الكثير من الفلسطينيين إلى لبنان، كان يعني عداءاً مستمراً مع إسرائيل المجاورة، أولاً عام 1970 ثم عام 1982، مما أثار الكثير من الفوضى في بيروت، التي لم تتوقف حتى مغادرة المقاتلين الفلسطينيين لبنان. أسفر هذا الوضع عن هجرة الكثير من اللبنانيين في أواخر القرن التاسع عشر وبداية القرن العشرين بحثاً عن ظروف حياتية أفضل. وبالكثير من الجهد، حققوا نجاحاً في مجتمع مختلف عن ثقافتهم. يمكن تقسيم هجرة اللبنانيين إلى پاراگواي إلى عصرين: قديم وحديث. من بين الأسباب التي دفعتهم إلى البدء في مجتمع جديد، الأسباب السياسية، وكذلك الأسباب الاقتصادية. يستجيب العقل السياسي للحاجة للهروب من العلاقات المضطربة التي نشأت في عهد الدولة العثمانية في المنطقة.
تكمن الأسباب الاقتصادية في العديد من خيبات الأمل والفقر، وتبعات الحرب العالمية الأولى. كان الموقع الاستراتيجي للبنان على البحر المتوسط يعني تعرضها للغزوات المستمرة، كانت لبنان جزءاً من سوريا والدولة العثمانية حتى عام 1918. وفي أعقاب الحرب العالمية الثانية، اتخذ آلاف الأشخاص، ومعظمهم من الرجال، قرارًا بمغادرة الوطن الأم بسبب الفوضى التي سببتها الحرب. في هذه الرحلة نحو إيجاد مستقبل أفضل، اضطروا إلى القيام برحلات طويلة في القوارب، دون معرفة في أي مكان يذهبون إليه وينزلون إلى حيث كان الوضع أسوأ. في هذه الرحلات اضطروا للتعامل مع العديد من المشاكل والأمراض والحنين إلى الوطن. أجبروا على تحمل الكوارث الطبيعية بجميع أنواعها في وسط البحر.

### الهجرة إلى الباراغواي (1960–1970)
كانت وجهتهم الأولى ميناء بوينس أيرس الأرجنتيني حيث وصلوا بدون أي معرفة بالإسپانية أو بتقاليد هذا البلد الجديد. لكنهم لم يأخذوا وقتاً كبيراً للتكيف والسعي لإعادة بناء حياة كريمة، وتشكيل الأسر، وإنجاب الأطفال دون نسيان جذورهم. كانوا منظمين في مجموعات ومجتمعات، من أجل العثور على أفضل مكان للاستقرار. بعد رحلات عن طريق الأنهار أو القطارات إلى حين وصولهم إلى باراغواي انتشر المهاجرون اللبنانيون في أماكن مختلفة من البلاد حيث قد تكون التجارة مهنة بارزة. استقروا في أسونسيون، عاصمة باراغواي، وكذلك في كونسيبسيون، بورتو روساريو، فيلاريكا، إتاكوروبي دل روساري، إنكارناسيون ومدن أخرى. بالاختلاط مع المجتمع الباراغواي وبعد الكثير من الجهد والعمل تمكنوا من فتح المحلات أو المصانع أو زراعة الأراضي. لم يكرسوا أنفسهم لتعلم القشتالية فقط لكن أيضاً الكورانية، وقاتلوا في حرب التشاكو، وساهموا بحضارتهم وساعدوا في بناء البلاد. انضموا للمجتمع الباراغواي بالتزاوج منه، واحترموا الهوية الثقافية للبلد التي استضافتهم. علموا أطفالهم قيم حب الثقافتين، الذين أسسوا أندية وروابط للحفاظ على تقاليدهم. وصلت آخر مجموعة من المهاجرين إلى باراغواي في أواخر الستينيات وأوائل السبعينيات.

## شخصيات بارزة
- ملاك عنتر: لاعب كرة قدم سابق.[4]
- راي أرميل: مخرج، محاضر ومعلم.
- سليم بوزركيس: سياسي ووزير سابق.[5]
- ميغيل تشيس ساردي: عالم أنثروبولوجيا وعالم.
- أوسكار فضل الله: موسيقي متميز.
- بيدرو فضل . رجل أعمال، عداء حاشد وسياسي.
- لويس ألفونسو ريسك: مدرس وناشط لحقوق الإنسان.